# Laguna Cumaral
Laguna Cumaral är en sjö i Colombia.   Den ligger i departementet Guainía, i den östra delen av landet, 600 km öster om huvudstaden Bogotá. Laguna Cumaral ligger 96 meter över havet. Arean är 1,7 kvadratkilometer. I omgivningarna runt Laguna Cumaral växer i huvudsak städsegrön lövskog. Den sträcker sig 2,8 kilometer i nord-sydlig riktning, och 2,8 kilometer i öst-västlig riktning.